# DOCK
- 關於“dock”的中文含义，請見「码头」。
- 關於Mac OS中的应用启动器，請見「Dock (MacOS)」。

UCSF DOCK是由欧文“塔克”孔茨小组于20世纪80年代开发的首个分子对接程序。DOCK使用几何算法来预测小分子的结合模式。 布赖恩·肖切特（Brian K. Shoichet）、戴维·凯斯（David A. Case）、罗伯特·里佐（Robert C.Rizzo）是该软件的开发者。
小组目前正在开发DOCK 3和DOCK 6两个版本的程序。
DOCK使用的配体采样方法包括：
- 刚性对接：形状匹配，使用放置在袋中的微球并对这些微球和分子进行二分图匹配（所有版本）。
- 自由配体使用锚点和增长算法（DOCK 4-6）[5]、数据库的层次对接（DOCK3.5-3.8）进行计算。[6][7]

戴维·凯斯小组在DOCK 6的打分函数AMBER score中加入了分子动力学引擎。这一功能考虑到了受体的灵活性，并允许在分子对接计算中按含能集成排序。